# 竹管垅乡
竹管垅乡，是中华人民共和国福建省宁德市寿宁县下辖的一个乡镇级行政单位。

## 行政区划
竹管垅乡下辖以下地区：
傍洋村、江岔村、后洋村、竹管垅村、坑底林村、李家洋村、芹菜洋村、刘坪村和横山村。

## 基本情况简介
竹管垅乡地处鸾峰山系洞宫山脉东麗，位于寿宁县东南隅，东与福安县潭头镇衍接，南连武曲镇，北依南阳镇，西北、东北分别与清源乡、斜滩镇接壤。全境南北狭长，东西略短，形似孔龙，从西北向东南倾斜，总面积40.67平方公里。
境内群山重叠，峰谷相间。最高点为马鞍山，主峰顶海拔993米，最低处是推石溪，海拔223米。境内多为丘陵、山地，海拔均在300—700米之间，累年平均气温为19.7摄氏度，累年平均降水量为2270.3毫米。
竹管垅乡土壤以壤、黄红壤为主，水稻土次之。境内动、植物资源丰富，动物种类达133种，其中野生动物有123种，近年减半；植物种类249种，其中树木45种，粮食作物11种。矿产有煤、铁、银、石英石和花岗岩等。
竹管垅乡于1949年7月解放。1958年成立幸福人民公社，1965改称竹管垅人民公社。1984年改制称乡，政府所在地均设吾岗亭。现辖竹管垅、傍洋、江岔、坑底林、李家洋、芹菜洋、刘坪、横山、后洋9个行政村，42个自然村。全乡总户数为2357户，总人口8143人，多为汉族，少数民族多为畲族。境内有叶、吴、张、柳、许、王、姜、沈等91个姓氏。其中刘坪村王氏于元至达十六年（1357年）迁入为境内最早迁居者。
竹管垅乡是全县闻名的老区乡。第二次国内革命战争期间，曾有闽东革命领导人叶飞、范式人、陈挺、占如柏、叶茂清等在境内的刘坪、李家洋、白叶潭、岩枣坑、党头山、坪岗、傍洋等村组织、发动、领导革命武装斗争；组建红卫队、游击队；成立苏维埃政府、农会；设立地下交通站、建立地下党支部，使本乡的革命武装斗争轰轰烈烈的开展，严厉打击了国民党反动派的地方武装力量。在“二战”期间有数百人牺牲，其中有二十几人被追认为革命烈士。
竹管垅乡的经济以农业为主，畜牧业和手工业为辅。解放前经济落后，群众生活十分贫苦，温饱基本得不到保障。建国后，当地党委、政府十分注重农村经济发展，采取一系列的措施。六十年代提出“茶粮并举，多种经营”方针；七十年代，掀起农田基本建设高潮；八十年代，施行改革开放搞活经济，人民生活不断改善；九十年代，倡导脱贫致富奔小康。广大群众从温饱型生活向小康生活水平迈出新的步伐。
茶叶是竹管垅乡多年来的主要经济支柱产业。1958年在公社党委书记兰亦发的大力倡导下开山劈地，创办竹管垅茶场。此后便在全乡各村大力推广种植茶叶。1979年开始引进“福云六号”新品种进行大面积换代，使竹管垅乡的茶叶生产规模和茶叶产量位居全县第一。
工业方面，竹管垅乡受地理环境影响工业发展缓慢，且项目稀少，现有工厂多为茶叶初制厂、机砖厂、粮食加工厂等。
建国后至今，竹管垅乡的基础建设日新月异。1956年福寿公路（竹管垅—洋边）顺利通车。六十年代初省际公里枫湖线竹管垅至清源段10公里公路建设完成；七十年代修建水渠7条，总长19.3公里，灌田面积625亩，兴建农村小型水电站5个，装机总量92千瓦；修建小学校舍6座；八十年代灌筑509米长的乡所在地街道；开通李家洋、傍洋、江岔等村村级公路，修建中小学校舍、宿舍等9座；九十年代至今，开通了至各行政村的公路，并且全部完成路面水泥硬化。
现在，竹管垅乡的教育事业蓬勃发展，全乡中小学6所，教师92人，在校学生856人。医疗卫生状况明显改善，乡卫生院有医务人员6人。各行政村均设医疗站，群众就医问题基本得到保障。现全乡66%农民参加农村新型医疗保险。广播电视事业发展迅速，通往各村的卫视接受电缆早取代了旧时的有线广播；全乡卫视接受率已达95%。农村文化建设成绩显著，乡文化站的叶友雄创作的词曲作品近年在全国的各类创作比赛中多次获奖；刘石江创办的“农民图书馆”在本地被传为佳话。
竹管垅乡面积不大，胜景不少。全县闻名的金鸡橱凤凰山风景区位于竹管垅乡东南方的刘坪桥对岸，擎天石柱、俊俏奇观；李家洋的马鞍山博大壮观，怪石丛生，横山村的龙井瀑布气势磅礴，引人入胜；傍洋村的麻竹坪水库湖光山影，秀色怡人...... 这些妖娆俊秀的旅游处女地都正待开发。

如今的竹管垅乡人民在上级党委和政府的领导下，生活在盛世太平的日子里，沐浴在国富民强的阳光里，奋斗在经济建设的浪潮里，行进在小康社会的征程里。